# Polder van Krijtenburg
De Polder van Krijtenburg is een polder en voormalig waterschap in de Nederlandse provincie Noord-Brabant. Het waterschap is in 1555 opgericht en omvatte de gelijknamige polder, die gelegen was tussen Etten en Zevenbergen. Het gebied dat de polder omvatte had ook wel de namen De Groote Gorse of Gors van Creijtenborgh en had als begrenzing de Mark, Leurse Vaart, Westpolder en ten slotte de Laakse Vaart. Dit gebied was grotendeels in eigendom van Willem van Oranje en aan hem werd dan ook in 1554 toestemming gevraagd om het gebied te bedijken en in te polderen. De toestemming kwam en het jaar erop werden de drooggevallen gronden verkaveld en uitgegeven. Het bedroeg een oppervlakte van 110 bunder, 56 roeden en 40 ellen. In 1672 werd een sluis gebouwd waarbij het water werd afgevoerd op de Mark. Deze afwatering werd in 1939 verbeterd.
In 1937 bestond de behoefte bij het waterschap om samen te werken met het waterschap Westpolder en er werd een verzoek bij de provincie ingediend om te mogen fuseren. Deze stemde hiermee in op voorwaarde dat het waterschap Hillekens en Achterboerkens meeging in de fusie. Deze stemde na enige discussie in en werd de fusie in 1941 definitief, waarbij de oude waterschappen werden opgeheven en opgingen in Waterschap de Ettense Beemden. Het gebied wordt tegenwoordig beheerd door het waterschap Brabantse Delta.